# Dougaloplus derjugini
Dougaloplus derjugini is een slangster uit de familie Amphiuridae.
De wetenschappelijke naam van de soort werd in 1949 gepubliceerd door Alexander Michailovitsch Djakonov.